# Fred Hartsook

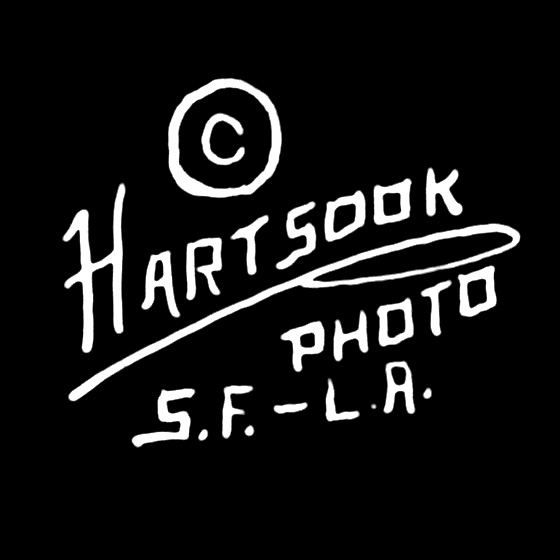
Autorská známka společnosti Hartsook Photo, S. F. – L. A., 1918

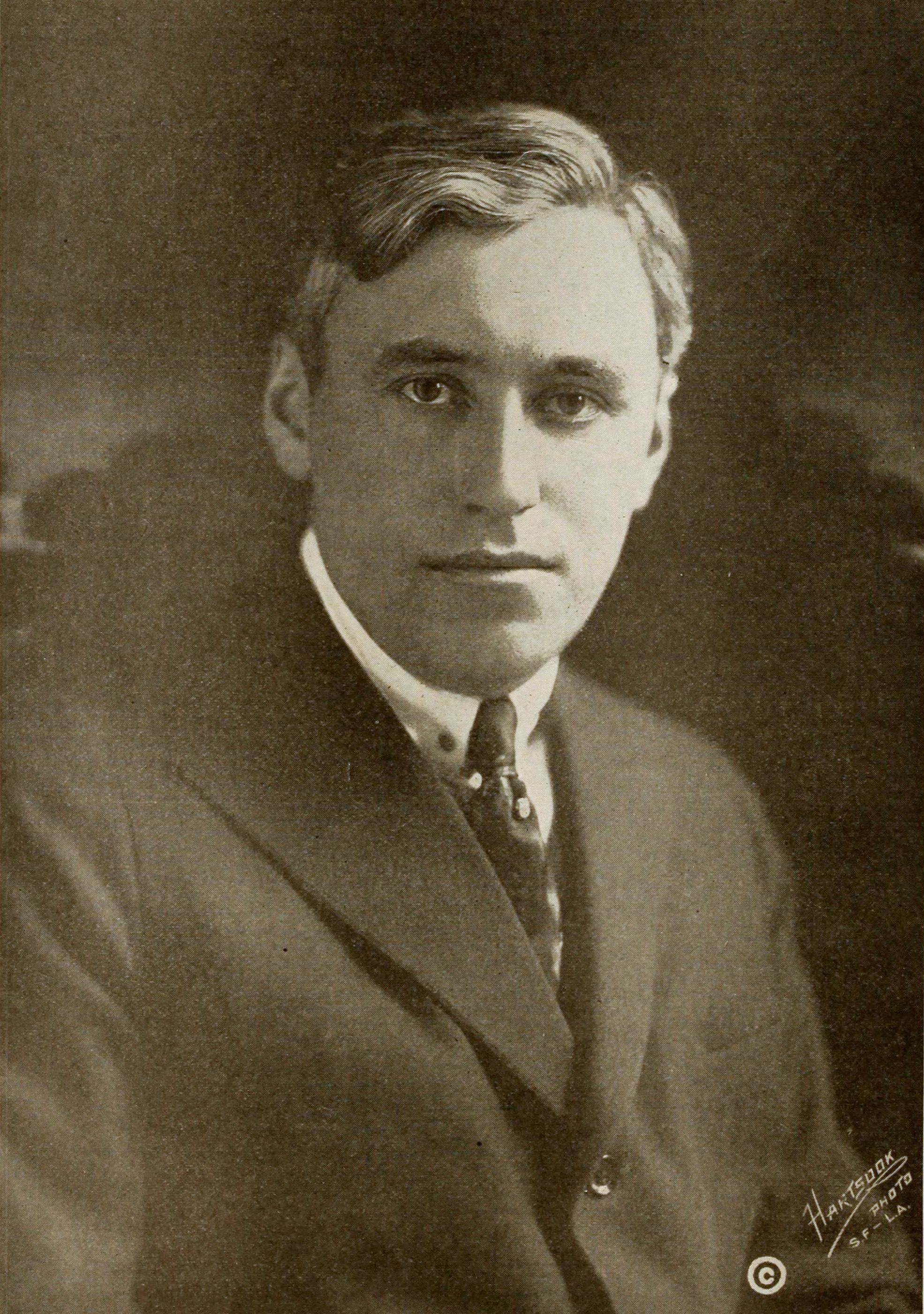
Mack Sennett, 1916

Fred Hartsook (26. října 1876 – 30. září 1930) byl americký fotograf a majitel kalifornského studiového řetězce popisovaného v té době jako „největší fotografický podnik na světě“, ve kterém se nechali fotografovat celebrity Henry Ford, Charles Lindbergh a Mary Pickford a dokonce prezident Woodrow Wilson. Později se stal vlastníkem Hartsook Inn, letoviska v kraji Humboldt, a dvou rančů v jižní Kalifornii, na nichž choval ceněný holštýnský skot. Hartsook byl ženatý s Bess Hesby, královnou sanfranciské Pan-pacifické výstavy z roku 1915.

## Mládí a kariéra fotografa
Fred Hartsook se narodil 26. října 1876 v Marionu v Indianě Johnu Hartsookovi a Abbie, rozené Gorhamové. Narodil se do rodiny fotografů a majitelů řady ateliérů, jeho otec a dva strýcové byli v oboru úspěšní a jeho dědeček byl prvním fotografem, který otevřel studio ve Virginii. Podle profilu Johna S. McGroartyho z roku 1921 „první Hartsooks se chopil profese, když bylo toto řemeslo v plenkách se starými technikami daguerrotypie a prvními kolodiovými procesy na mokrých deskách“.
Po absolvování střední školy v šestnácti letech měl být Hartsook po svém strýci stavební inženýr, ale většinu času trávil ve studiu svého otce. Přestěhoval se do Salt Lake City v Utahu a dne 12. září 1901 se oženil s Florence Newcombovou. Flossie pocházela také z fotografické rodiny. V roce 1906 provozovala vlastní studio ve Vernalu v Utahu. Flossie sloužila jako Fredova asistentka v jejich putovním fotografickém studiu po celém území Utahu. Měli jednu dceru; Frances se narodila 25. června 1902. Fred s rodinou se poté chtěli usadit v Kalifornii, kam dorazili někdy po roce 1906. Zpočátku Hartsook fungoval jako „putovní hlídač, [putující] po celém státě, několik jeho mezků táhlo domácí temnou komoru.“ Později otevřel dvě studia v Santa Ana a Santa Barbaře, ale nakonec je zavřel, aby otevřel studio na adrese South Broadway 636 v Los Angeles.
Hartsookův úspěch fotografa a majitele studia mu umožnil expandovat do dalších měst na pobřeží Tichého oceánu, včetně San Franciska a Oaklandu. V roce 1921 uváděl McGroarty počet studií na 20 a popisoval je jako „největší fotografický podnik na světě“. Bill Robertson, ředitel Los Angeles Bureau of Street Services, citovaný KPCC v roce 2009, zmiňuje 30 studií.
I když převážná část podnikání pocházela z každodenního ateliérového portrétu, Hartsook se proslavil svými klienty celé řady celebrit, mezi něž patřili hollywoodští herci z doby éryněmého filmu jako Mary Pickfordová, Lillian Gish a Carlyle Blackwell, další celebrity jako pilot Charles Lindbergh, podnikatel Henry Ford a operní zpěvačka Geraldine Farrar a politici jako šéfové Sněmovny Champ Clark nebo Joseph Gurney Cannon. McGroarty popisuje čtyřicetiminutové fotografické sezení s prezidentem Woodrowem Wilsonem v září 1919 jako „první formální fotografické sezení od doby, kdy se prezidentem stal pan Wilson.“ V roce 1919 se Fred Hartsook oženil s Bess Hesbyovou, která byla v roce 1915 „Miss Liberty“ na mezinárodní výstavě Panama-Pacific v San Francisku. Líbánky strávili v chatě 10 km jižně od Garberville v sekvojovém lese v Humboldt County v Kalifornii.

## Farmář a majitel resortu
Úspěch jeho fotografického podnikání umožnil Fredu Hartsookovi získat tři nemovitosti v Kalifornii a začít život farmáře a majitele resortu. Kromě 3 000 akrů (12.1 km 2) pastvin v ústí kaňonu Red Rock v okrese Kern, Hartsook také vlastnil 41 akrů (0,16 km 2) „venkovského domu a ranče“ v Lankershimu (nyní v severním Hollywoodu), kde choval cenami ověnčený čistokrevný holštýnský dobytek, stejně jako kozy na mléko Toggenburg a „velká prasata z Polska a Číny“. McGroarty poznamenává, že Hartsookovo vzdělání stavebního inženýra mu pomohlo rozvíjet jeho vlastnosti. V souladu se zkušenostmi s mulami v jeho minulosti také „nebylo neobvyklé, že pan Hartsook jednoho dne představil některé ze světově známých lidí a další den jezdil s mulami na svém ranči.“
Na začátku 20. let si Hartsookovi pořídili rekreační chatu (honeymoon cabin) a rozšířili ji na letovisko o rozloze 37 akrů (0,15 km 2) nedotčených sekvojových lesů, Hartsook Inn. V roce 1926 resort dostal vlastní poštu a Hartsook v Kalifornii se stal oficiální poštovní adresou. V té době bylo letovisko hlavním lákadlem pro hollywoodské celebrity a mezi její hosty patřil Mary Pickford a Bing Crosby. V srpnu 1927 hotel Hartsook Inn shořel během lesního požáru ale byl krátce nato přestavěn a znovu otevřen. Na jaře 1928 vstoupil Hartsookův fotografický podnik do nucené správy a byl prodán v aukci v lednu 1929. Dne 30. září 1930 Fred Hartsook zemřel na infarkt v Burbanku v Kalifornii, krátce před svými 54. narozeninami. Bess Hartsook přežila svého manžela o čtyřicet šest let a provozovala Hartsook Inn až do roku 1938, kdy nejprve vstoupil do nucené správy a poté znovu shořel, tentokrát kvůli požáru v kuchyni. Fred a Bess Hartsookovi měli tři děti: Helenu, Fredericka a Delyta. Fred Hartsook měl ještě dceru Francis z předchozího manželství.
Kromě krátkodobého poštovního označení je jméno Hartsook připomínáno názvem ulice v údolí San Fernando, která vede podél bývalého majetku Lankershimu. V těsné blízkosti je ulice Hesby Street, pojmenovaná po Bess Hesby Hartsookové. V Humboldt County existuje Hartsook Creek přítok řeky South Fork Eel a sekvoj zvaná „Hartsook Giant“. Hartsook Inn byl přestavěn a přežil pod řadou různých majitelů (další požár postihl budovu v roce 1973) až do 90. let, kdy poslední provozovatel majetek prodal Save the Redwoods League.

## Galerie
Fotografie chráněné autorským právem Hartsook Photo, S.F. – L.A. (San Francisco & Los Angeles).

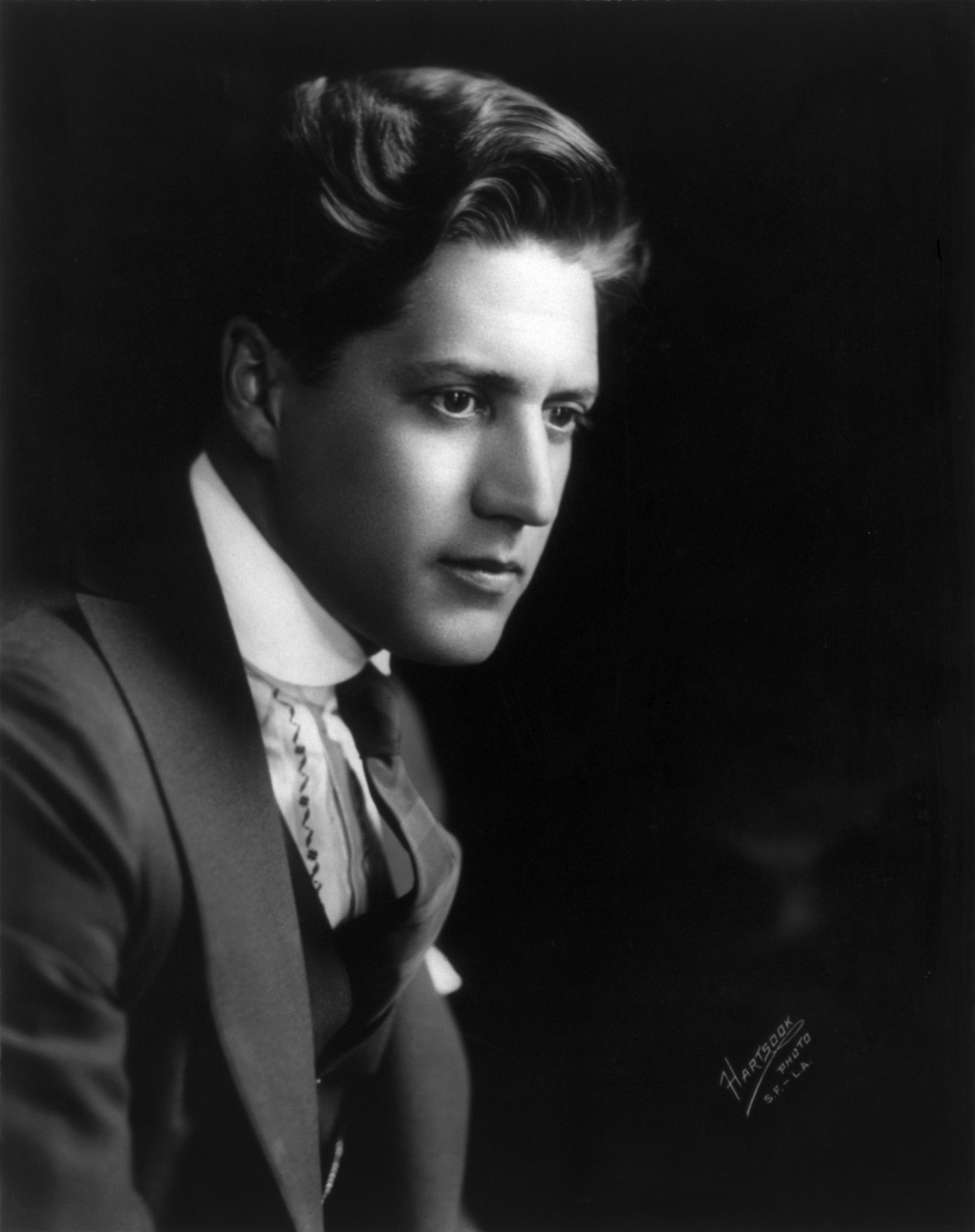
Carlyle Blackwell, 1915
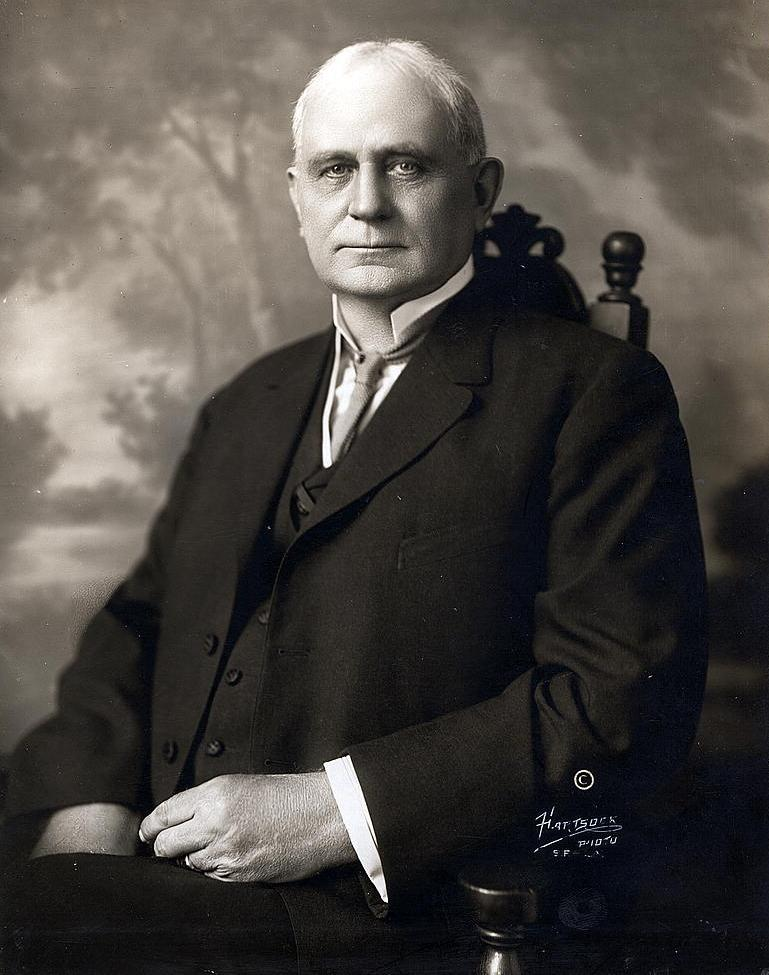
Champ Clark, 1915
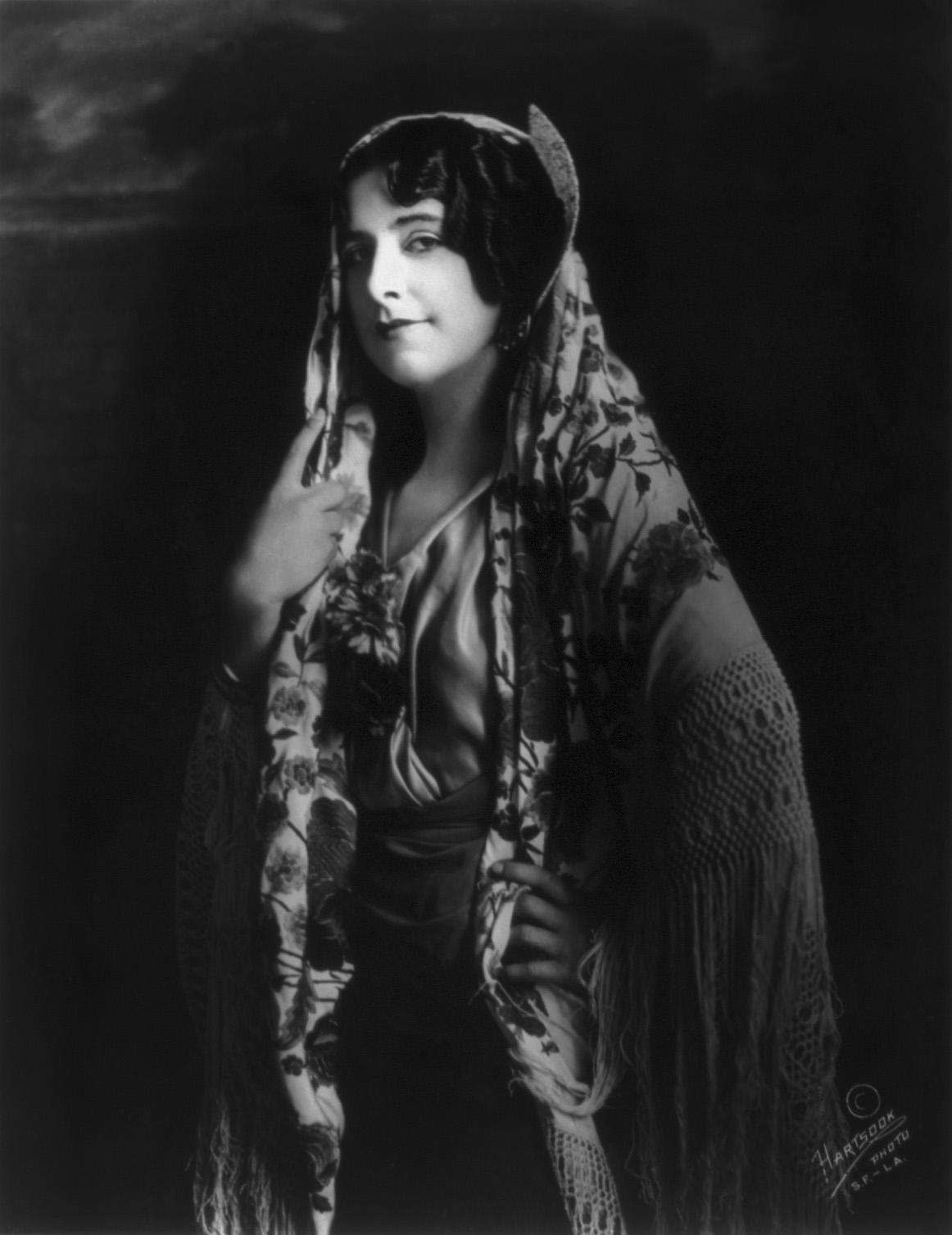
Geraldine Farrar, 1915
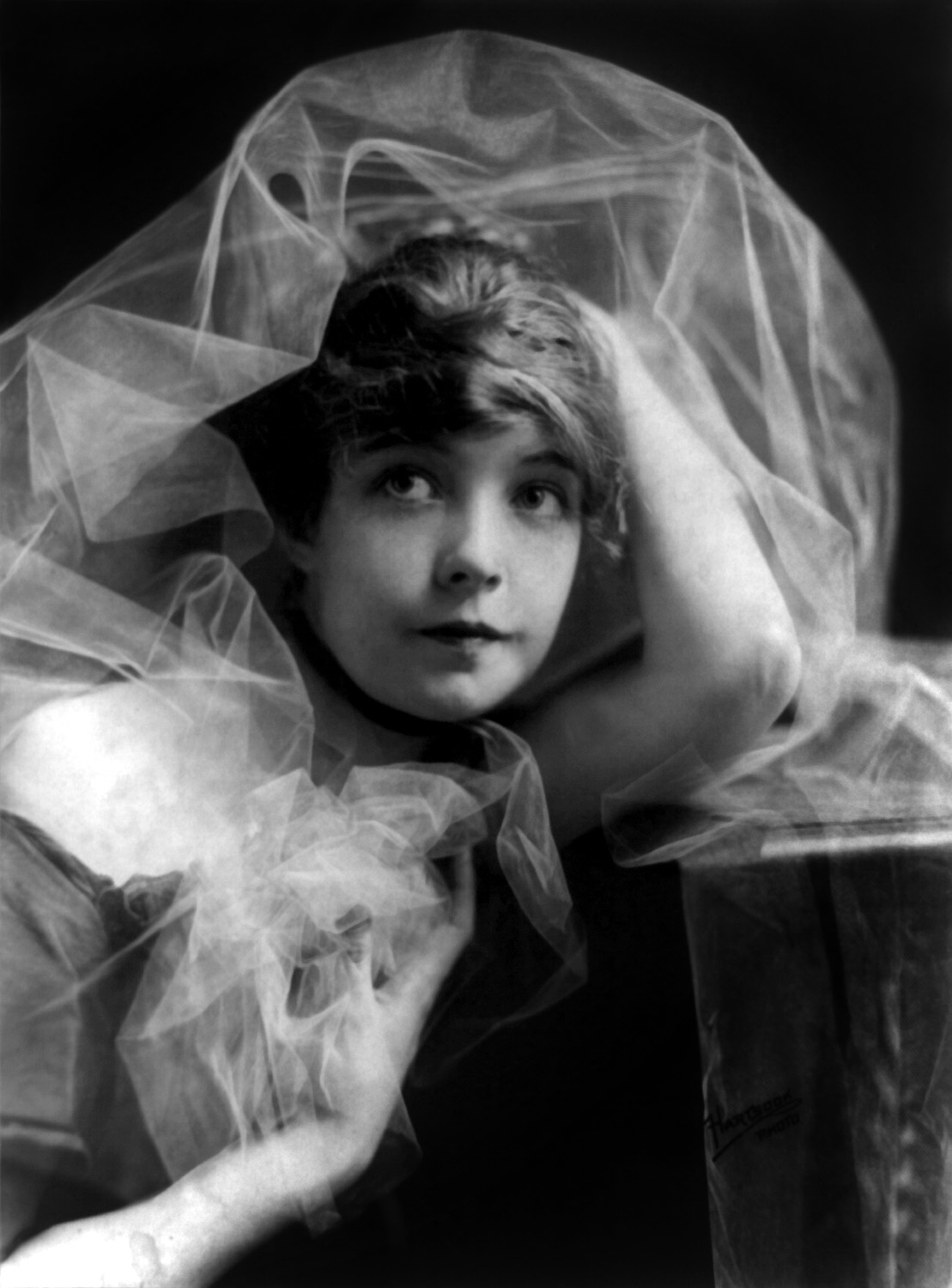
Lillian Gish, 1915
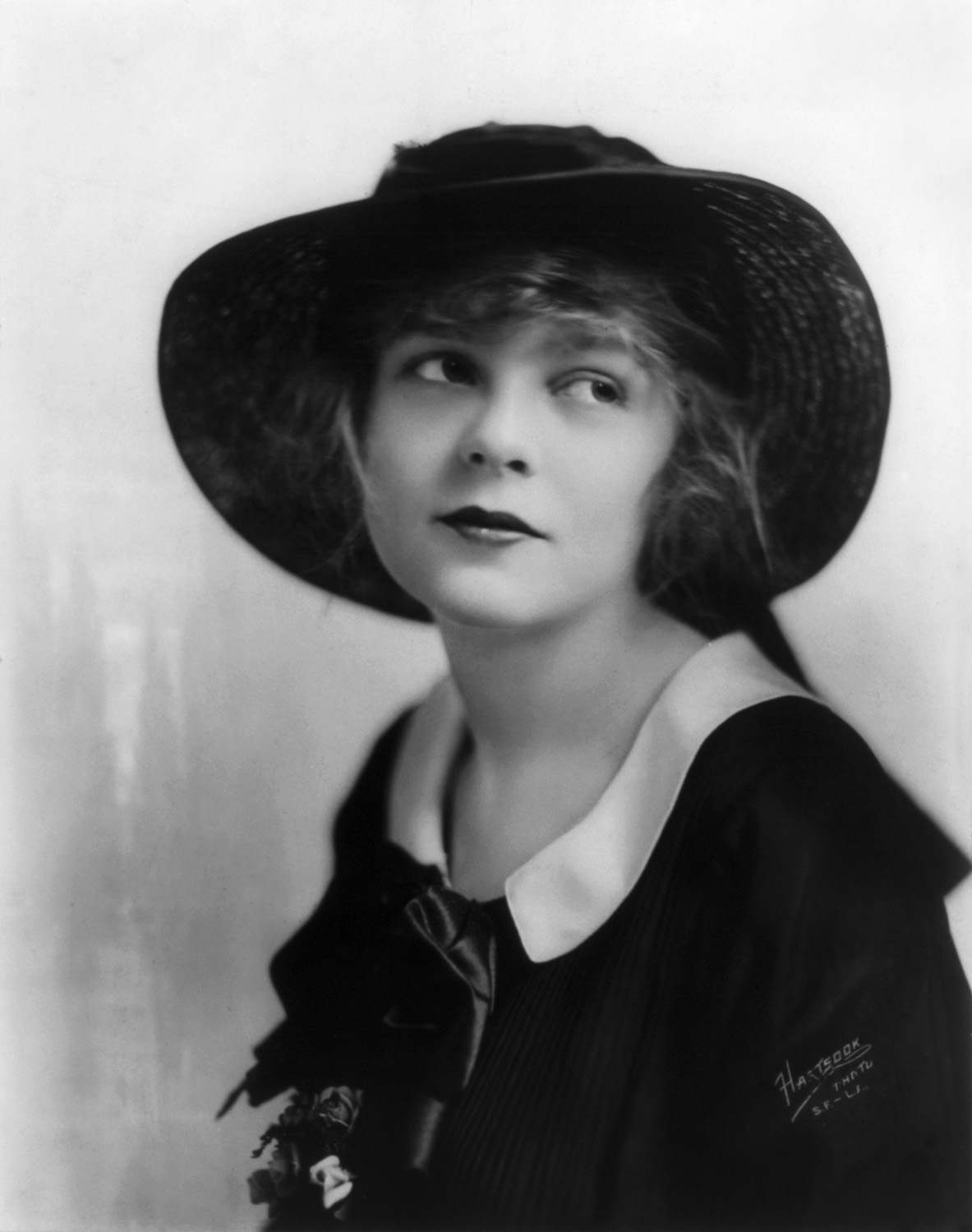
Blanche Sweet, 1915
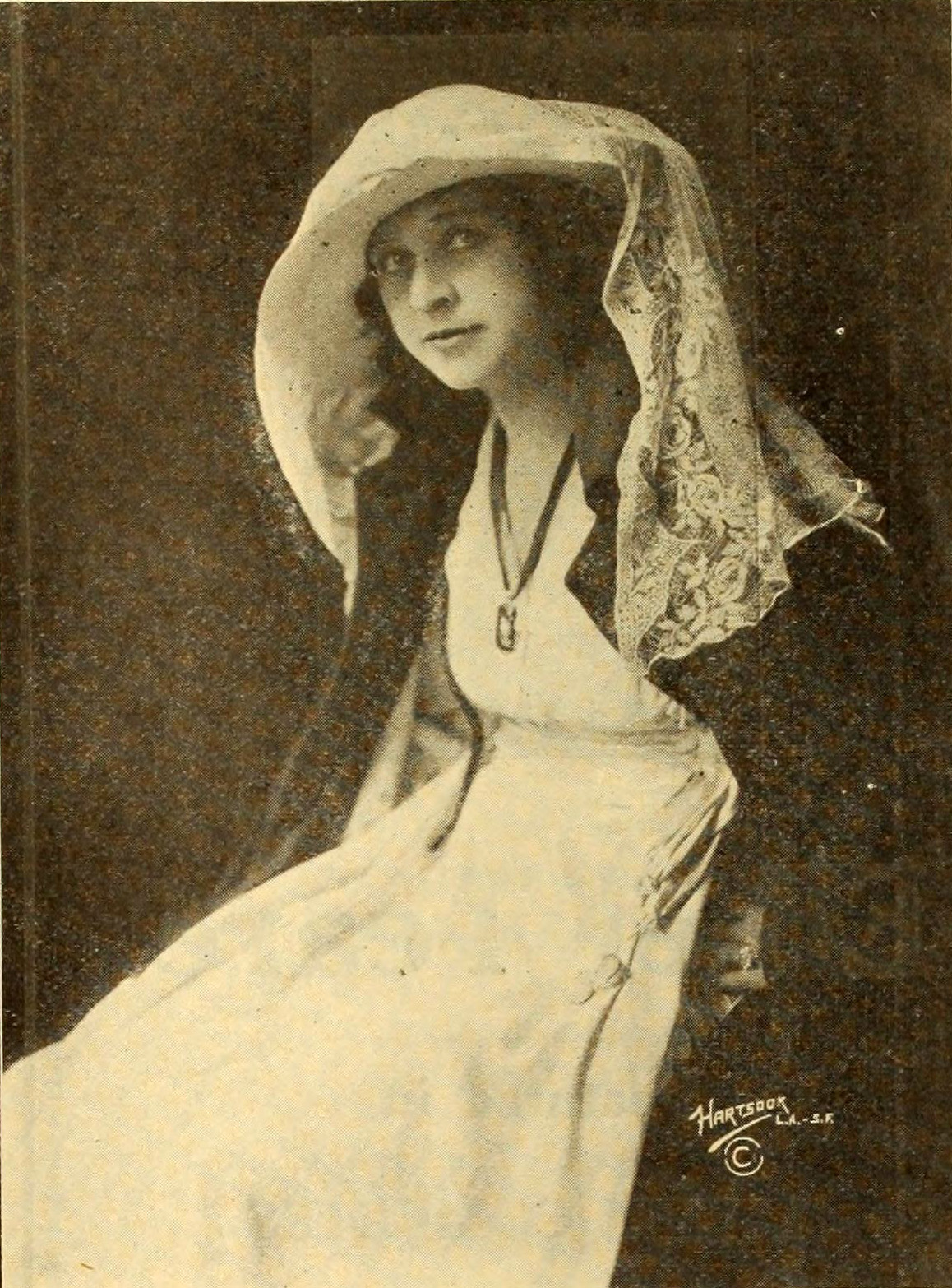
Charlotte Burton, 1916
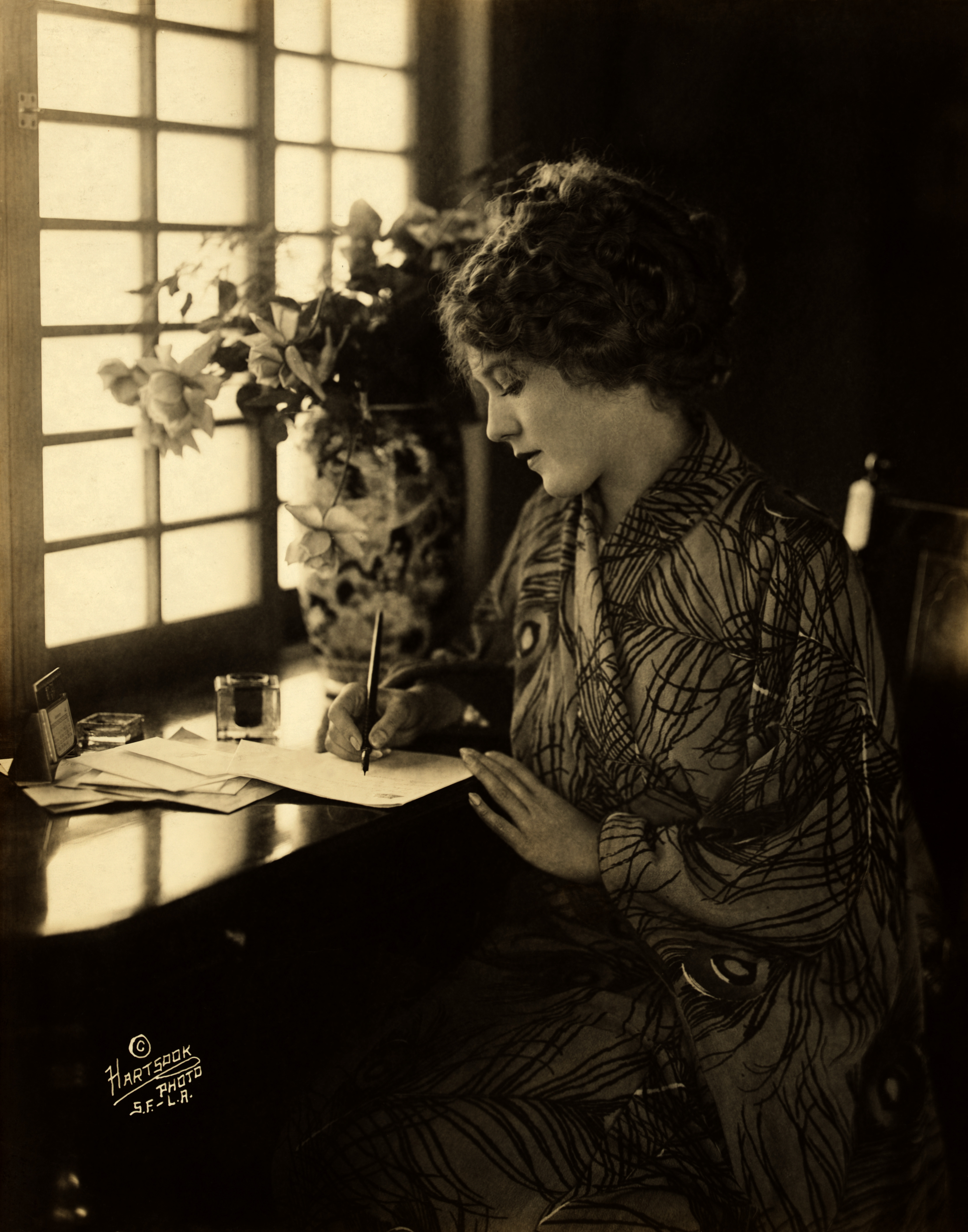
Mary Pickford, 1918
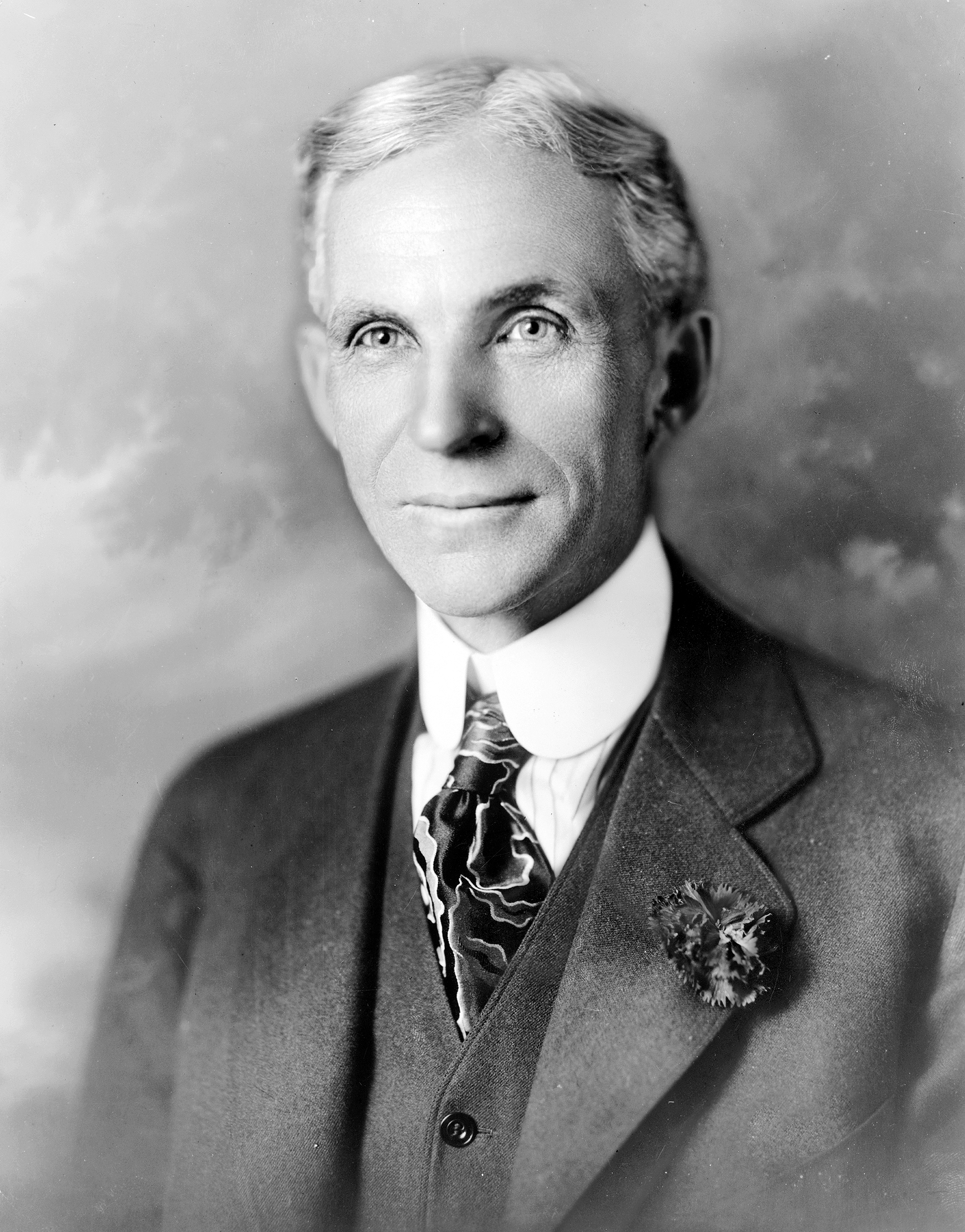
Henry Ford, 1919
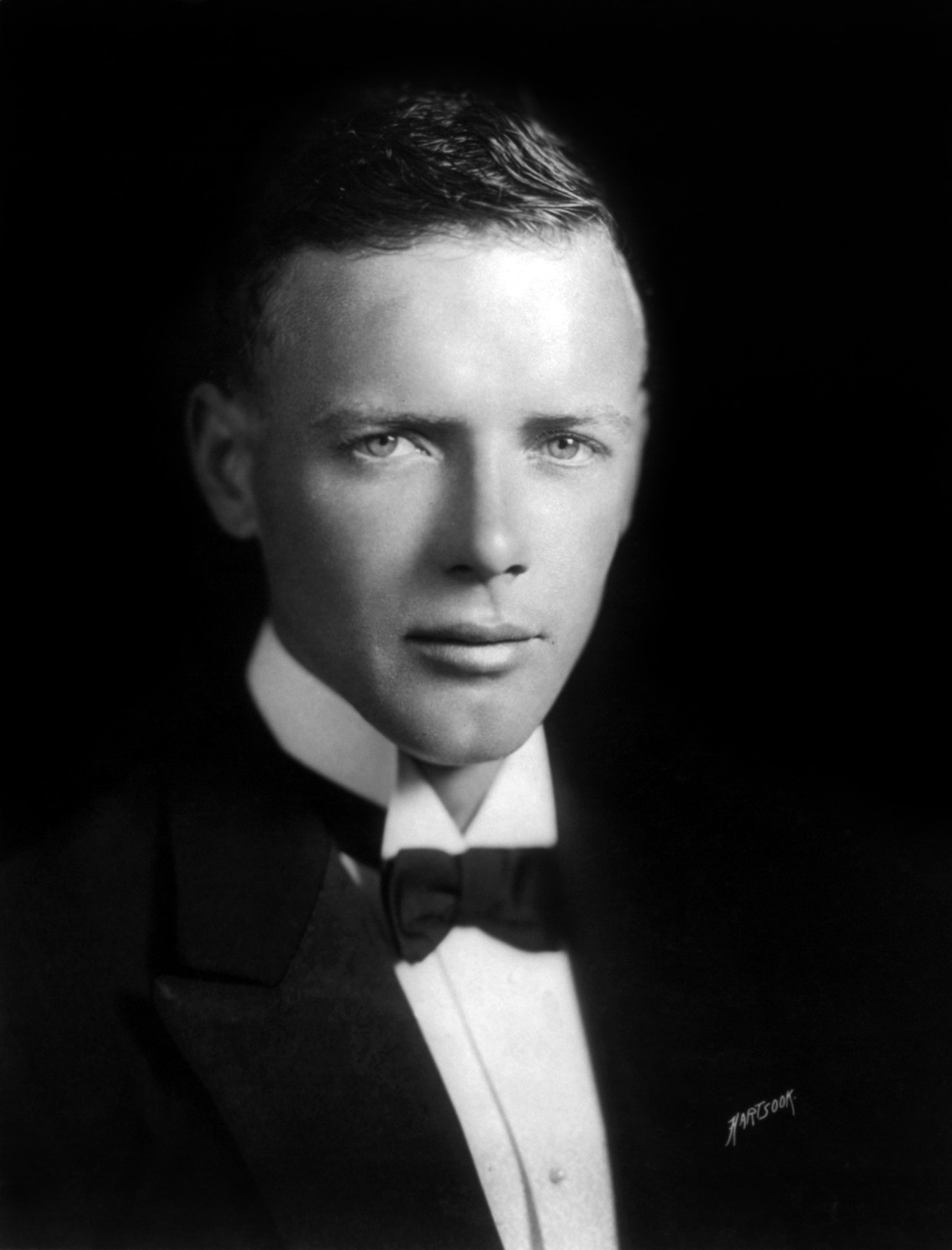
Charles Lindbergh, 1927
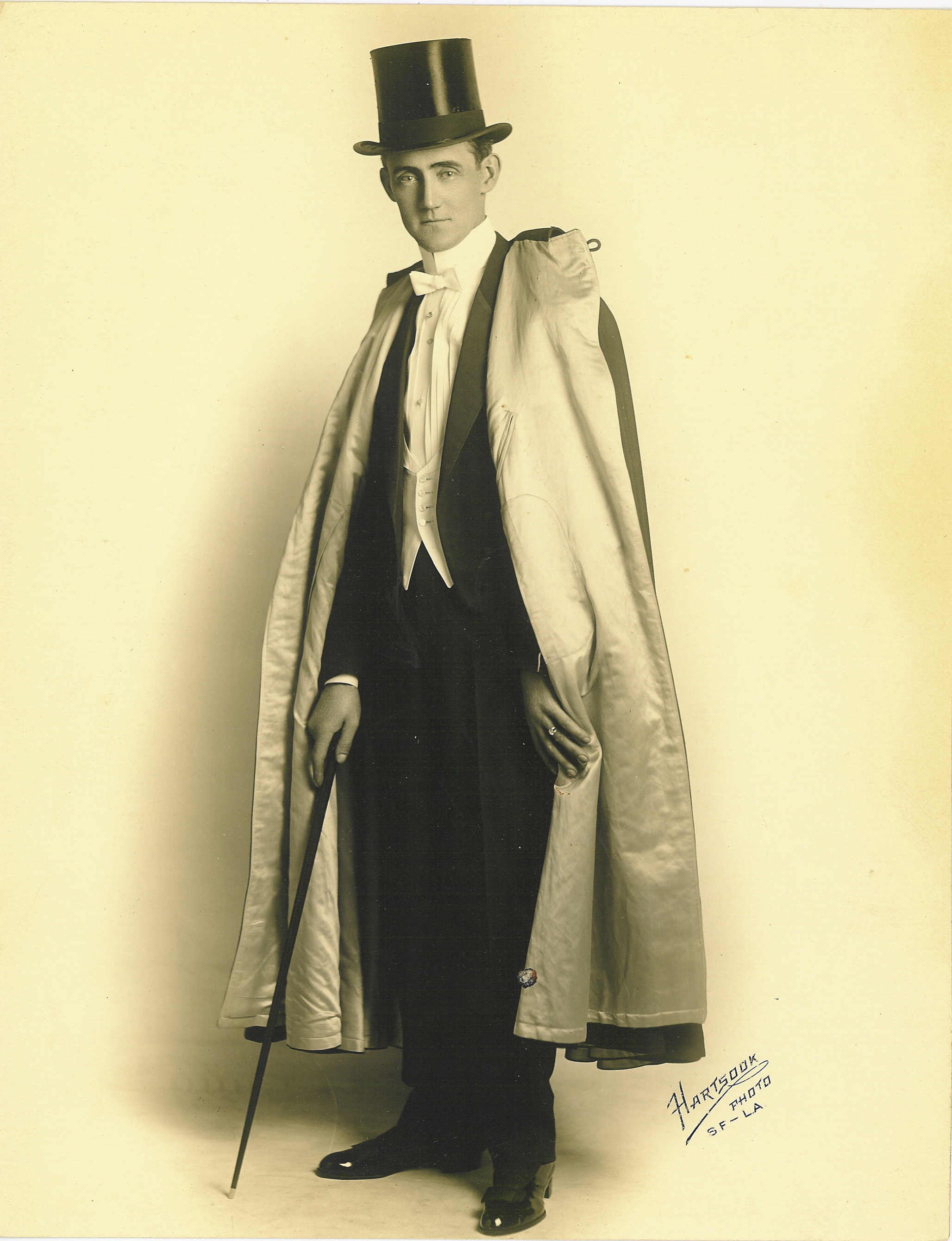
Claude Alexander Conlin, asi 1915
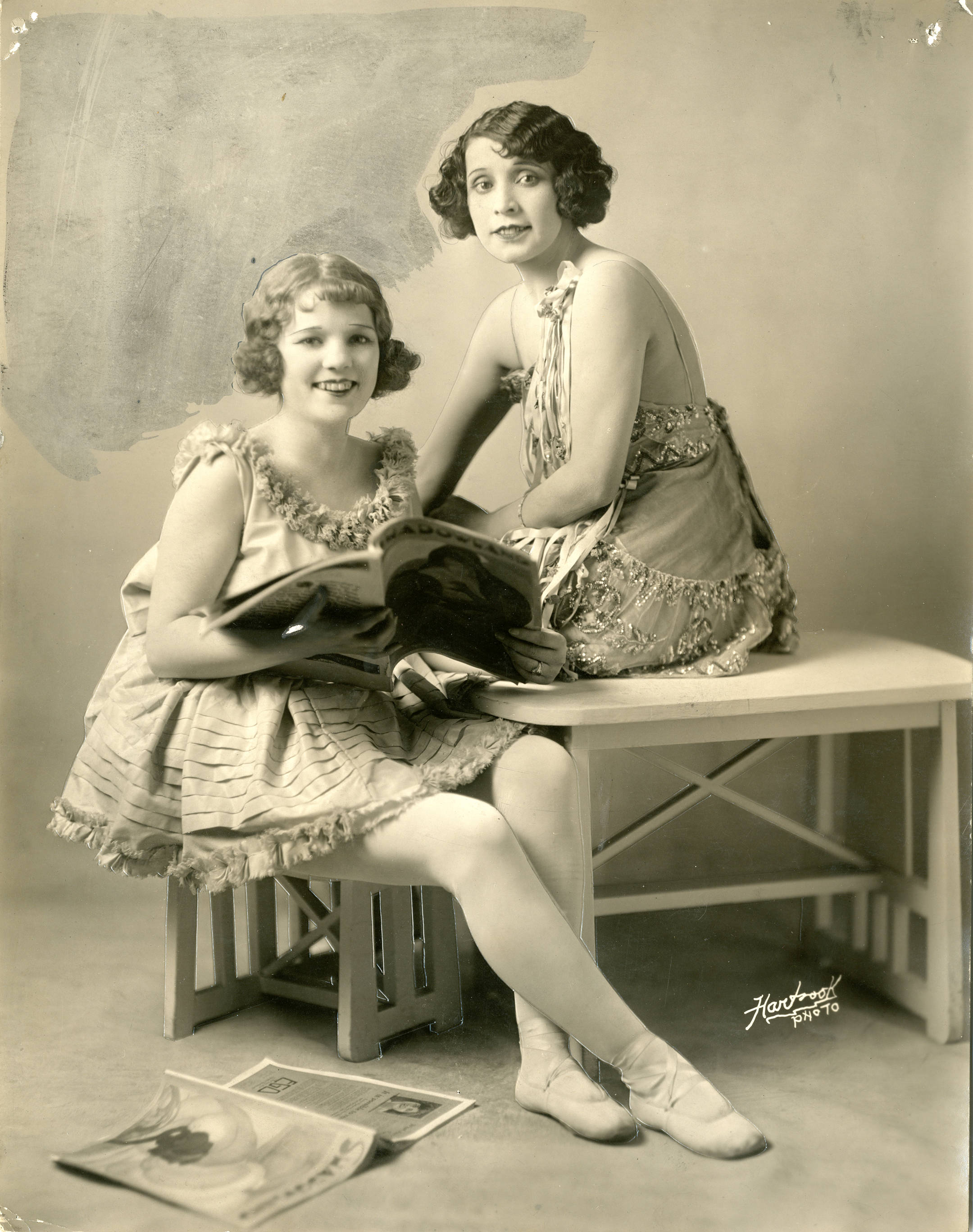
Tanečnice Ruby Adams a Valerie Noyes, 1923
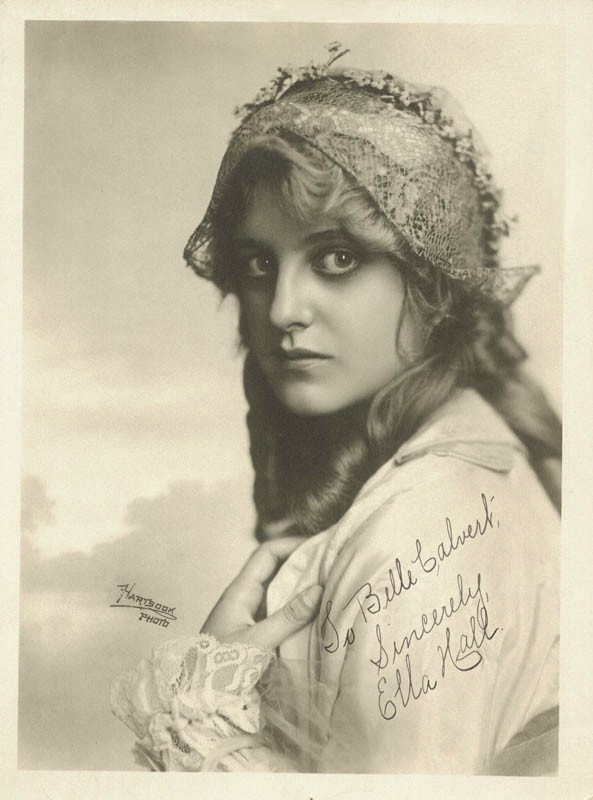
Ella Hall